# Linea negra de la Sierra Nevada de Santa Marta
La  Línea negra es la delimitación de los territorios ancestrales de las comunidades arhuaco, kogui, kankuamo y wiwa, ubicada alrededor de la Sierra Nevada de Santa Marta en los departamentos de La Guajira, Cesar y Magdalena de Colombia.
La Línea Negra fue reconocida inicialmente de manera simbólica en 1973 por el Ministerio de Gobierno de Colombia, que reconocía la importancia religiosa y cultural de esta para el "concepto de equilibrio universal" de los grupos indígenas.  La naturaleza netamente simbólica de este reconocimiento llevó a conflictos con las comunidades, que, por ejemplo, se oponían a la construcción del Embalse Besotes, destinado al abastecimiento de la zona urbana de Valledupar, ubicada dentro del territorio. Como resultado de estas tensiones - así como presión de la Corte Constitucional - en 2018, el entonces presidente de Colombia, Juan Manuel Santos, firmó un decreto que reconoció oficialmente la línea negra como área protegida, con el fin de darle prioridad a la biodiversidad y reconociendo 348 sitios sagrados que estarían protegidos de su explotación por las crecientes urbes en la zona. La medida creó polémica porque afectaba los proyectos de desarrollo económico en la región.
El decreto extiende la línea negra hasta ciudades como Riohacha (La Guajira), Santa Marta (Magdalena) y Valledupar (Cesar), esta última quedando completamente dentro del territorio de la línea negra. El área dentro de la línea negra también incluye tres resguardos indígenas: Kogui-Malayo-Arhuaco, Kankuamo y Arhuaco de la Sierra Nevada; cobija también 25 municipios, tres corporaciones regionales y tres parques nacionales: Sierra Nevada de Santa Marta, Parque Tayrona y Santuario de fauna y flora los Flamencos.